# Sonet 101 (William Szekspir)

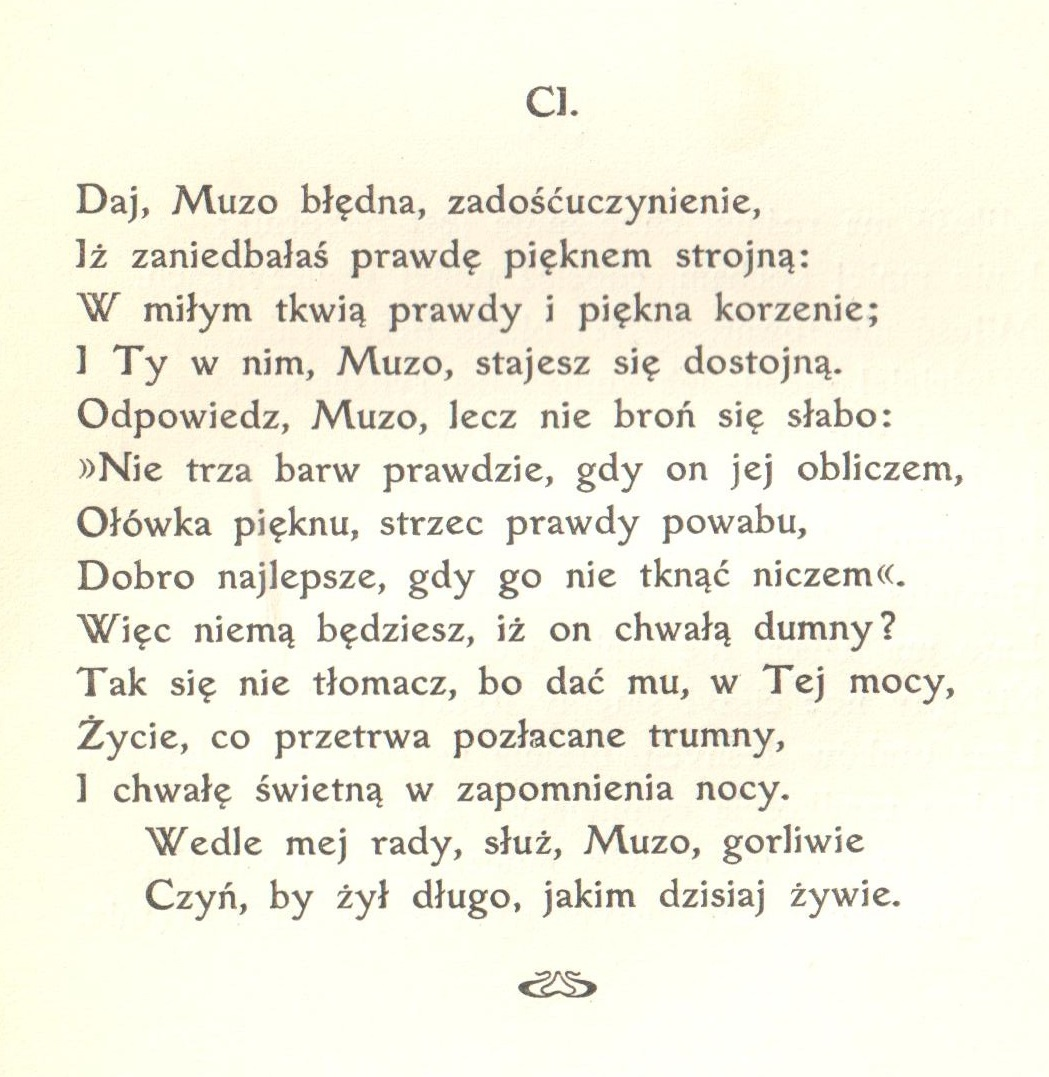
Pierwszy przekład sonetu 101 na język polski z 1913 przez ks. Marię Sułkowską.

O truant Muse what shall be thy amends

For thy neglect of truth in beauty dyed?

Both truth and beauty on my love depends;

So dost thou too, and therein dignified.

Make answer Muse: wilt thou not haply say,

'Truth needs no colour, with his colour fixed;

Beauty no pencil, beauty's truth to lay;

But best is best, if never intermixed'?

Because he needs no praise, wilt thou be dumb?

Excuse not silence so, for't lies in thee

To make him much outlive a gilded tomb

And to be praised of ages yet to be.

Then do thy office, Muse; I teach thee how

To make him seem, long hence, as he shows now.

Jak uniewinnisz, ty Muzo leniwa,

Żeś prawdę pięknem ozdabiać przestała?

Prawda i piękno w mym lubym spoczywa

Tak, jak i w tobie, i w tem jest twa chwała.

Odpowiedz, Muzo; zechcesz twierdzić może:

„Prawdzie nie trzeba ozdób, jest ozdobą

Sama, a piękno w własnym lśni kolorze,

Jedno i drugie niech zostaną sobą“?

Nie trza mu pochwał, więc milczysz? Milczenia

Nie uniewinniaj w ten sposób, wiesz przecie,

Że nie grobowiec złoty, lecz twe pienia

Długie mu wieki każą żyć na świecie,

Do dzieła zatem, niech do potomności

Przejdzie w tym kształcie, w jakim dziś tu gości!.

Sonet 101 (OH truant Muſe what ſhalbe thy amends) – jeden z cyklu 154 sonetów autorstwa Williama Szekspira. Po raz pierwszy został opublikowany w 1609 roku.
Sonety 100–103 mają wspólną tematykę, którą są wariacje poetyckie na temat milczenia, które zmierzają do jego wyjaśnienia oraz usprawiedliwienia. 

## Treść
W sonecie tym,  podmiot liryczny, przez niektórych badaczy utożsamiany z autorem, rozmawia z Muzą, która go opuściła, wyrzucając jej lenistwo i wzgardę dla piękna. Wyobraża sobie dalej, że Muza mu odpowiada, że piękno i młodość nie wymagają żadnych pochwał i zbędnych ozdobników. Wzywa ją jednak, aby dała nieśmiertelność urodzie ukochanego. W ostatnich wersach postanawia ją nauczyć, jak się powinno to czynić.

## Polskie przekłady
| 1913 |  | Daj, muzo błędna, zadośćuczynienie        |  | Maria Sułkowska     | [ 8 ]  |
| 1922 |  | Jak uniewinnisz, ty Muzo leniwa           |  | Jan Kasprowicz      | [ 9 ]  |
| 1948 |  | Gnuśna muzo, i czymże spłacisz zaległości |  | Władysław Tarnawski | [ 10 ] |
| 1964 |  | Przecz się ociągasz, Muzo ma, leniwie     |  | Jarosław Rymkiewicz | [ 11 ] |
| 1968 |  | Czemuś ty na wagarach, Muzo moja płocha   |  | Marian Hemar        | [ 12 ] |
| 1979 |  | Muzo leniwa, jak wzgardę opłacisz         |  | Maciej Słomczyński  | [ 13 ] |
| 2011 |  | Leniwa Muzo, jaką dasz rekompensatę       |  | Stanisław Barańczak | [ 5 ]  |
| 2015 |  | Muzo próżniacza, jak chcesz wynagrodzić   |  | Ryszard Długołęcki  | [ 14 ] |